# Tatuquara
O Tatuquara é um bairro da cidade de Curitiba, no estado brasileiro do Paraná.

## Topônimo
"Tatuquara" é um termo tupi que significa "toca de tatu", através da junção dos termos tatu ("tatu") e kûara ("toca").

## História
É conhecido por possuir, em seu território, a CEASA inaugurada em 8 de Agosto de 1976. O bairro, porém, só começou a receber grandes investimentos e implantação de infraestrutura básica a partir de 1993, quando a Companhia de Habitação Popular de Curitiba passou a direcionar seus projetos habitacionais para o local, constituindo grandes conjuntos habitacionais, como as vilas Santa Rita, Jardim da Ordem, Santa Cecília, Moradias Monteiro Lobato, Moradias Paraná, Vila Evangélica, Vila Pompeia, Jardim Ludovica, Moradias Timburi, dentre outras.

## Características
Hoje, conta com uma infraestrutura completa, com postos de saúde, rua da cidadania, armazéns da família, sacolão da família, liceu de ofícios, farol do saber, creches e escolas, destacando-se os colégios estaduais Desembargador Guilherme de Alburquerque Maranhão, Beatriz Faria Ansay e Monteiro Lobato e as escolas municipais Darci Ribeiro, Dona Pompília, Osvaldo Arns e Margarida Orso Dalagassa.
O Tatuquara conta com uma população de mais de 54 315 de habitantes estimados para o ano de 2011. O bairro também faz limite com o município de Araucária.

## Regional Tatuquara
Com o crescimento da região, no ano de 2015, o prefeito Gustavo Fruet desmembrou da Regional Pinheirinho os bairros Tatuquara, Campo de Santana e Caximba. Como parte do projeto de investimento da prefeitura na região, foi inaugurada a Rua da Cidadania, a UPA, o Portal do Futuro e vários CMEI's. 
No ano de 2021 o prefeito Rafael Greca um terminal de ônibus no bairro, moradores criticaram a demora da construção, que se estendia desde 2018. em 2024, o mesmo prefeito lançou a linha de ônibus Tatuquara/Centro, que liga o Tatuquara à Praça Rui Barbosa.

## Reserva Natural
O bairro abriga a maior reserva natural de Curitiba e a maior em ambiente urbano do Brasil na categoria “Refúgio de Vida Silvestre”, que é a Reserva Parque do Bugio.